# 聽不到的說話 (電影)
《聽不到的說話》，是1986年上映的一部香港電影，由姜大衛執導，馬斯晨、劉青雲主演。劇情講述聾啞扒手五人組的犯罪故事。這齣電影是劉青雲從小螢幕走進大銀幕的踏腳石；而馬斯晨憑本片入圍第6屆香港電影金像獎最佳女主角提名。
在1980年代中期，香港一連拍了幾部關懷社會弱勢族群的電影：先有新藝城影業公司的鄭則士於1985年拍攝有關弱智人士生活的《何必有我？》，再有德寶電影公司的爾冬陞於1986年拍攝關於精神病患者及其康復問題的《癲佬正傳》。

## 劇情簡介
香雞（馬斯晨 飾）、豹仔、長頸、肥龜、小龍（樊少皇 飾）皆為聾啞扒手，豹仔為香雞頂罪而入獄。豹仔出獄後，大夥兒到快餐店慶祝。豹仔看見一個衣著老套的青年麥基（劉青雲 飾），便試圖偷他的錢包，但不成功。錢包最終給香雞扒走。香雞從證件上發現麥基為釋囚，深感同情而想歸還錢包，但麥基剛巧發現錢包被偷，便把香雞拉入後巷。他們糾纏之間，一批與香雞等人為敵的不良少年發現了她，企圖非禮她，麥基出手干涉，反被不良少年所傷。香雞帶麥基到大本營──避風塘的艇上療傷，並結成好友......

## 人物角色
| 角色名稱 | 角色暱稱 | 演員   | 粵語配音 |                                                     |
| -------- | -------- | ------ | -------- | --------------------------------------------------- |
| 香小貴   | 香雞     | 馬斯晨 | (N/A)    | 扒手五人組之首 啞而不聾                             |
| 麥基     | 飛仔基   | 劉青雲 | 朱子聰   | 釋囚 與扒手五人組結成朋友                           |
| 黃大球   | 豹仔     | 黃斌   |          | 扒手五人組成員 失聰人士 略懂說話 曾為香雞頂罪而入獄 |
|          | 長頸     | 徐翰翔 | (N/A)    | 扒手五人組成員 聾啞人士 愛養白老鼠                  |
|          | 肥龜     | 劉青龍 | (N/A)    | 扒手五人組成員 聾啞人士                             |
|          | 小龍     | 樊少皇 | (N/A)    | 扒手五人組成員 聾啞人士                             |
| 阿蓮     | 大波     | 蘇祖兒 | 沈小蘭   | 扒手五人組的好朋友 以賣淫為生                       |
|          | 洛奇     | 程守一 | 陳永信   | 操控阿蓮賣淫 常常虐打阿蓮                           |
|          | ROBERT仔 | 張耀揚 | 張炳強   | 黑社會大佬 與阿基不咬弦                             |
| 劉棠     | 花柳棠   | 陳敬   | 林保全   | 對麥基忘恩負義                                      |
| 警察     |          | 林聰   | 盧傑群   | 花柳棠的堂兄 態度囂張                               |
|          | 白骨精   |        | 林保全   | 賣豬腸粉 麥基的朋友 幫助他開設牛雜檔                |

## 電影取景
- 域多利監獄
- 大坑明渠
- 銅鑼灣避風塘
- 海港中心
- 青蓮台
- 火炭達業里

## 軼事
- 此片原名為《手語》，但1985年呂方主唱的〈聽不到的說話〉很受歡迎，便將片名改為《聽不到的說話》。
- 電影中出現的手語為台灣手語。
- 電影女主角馬斯晨以手語演繹歌曲〈分分鐘需要你〉(林子祥主唱)，更在無線電視劇《溏心風暴之家好月圓》被模仿。這個經典手語歌再度於2020年播出的無綫電視劇《十八年後的終極告白》被模仿。

## 電影歌曲

### 主題曲
| 歌名             | 演唱者 | 作曲   | 填詞   | 編曲   |
| 〈分分鐘需要你〉 | 林子祥 | 林子祥 | 鄭國江 | 陳斐立 |

## 獎項
| 年份 | 頒獎典禮            | 獎項       | 名單   | 結果 |
| ---- | ------------------- | ---------- | ------ | ---- |
| 1987 | 第6屆香港電影金像獎 | 最佳女主角 | 馬斯晨 | 提名 |

## 外部連結
- 香港影庫上《聽不到的說話》的資料（繁體中文）
- 開眼電影網上《聽不到的說話》的資料（繁體中文）
- 豆瓣电影上《聽不到的說話》的資料 （简体中文）
- 时光网上《聽不到的說話》的資料（简体中文）
- AllMovie上《聽不到的說話》的资料（英文）
- 互联网电影数据库（IMDb）上《聽不到的說話》的资料（英文）